# North Masson Range
Die North Masson Range ist der nördliche der drei Teilgebirgszüge der Masson Range im ostantarktischen Mac-Robertson-Land. In den Framnes Mountains ragt er bis zu 1030 m hoch auf und erstreckt sich über eine Länge von 5 km in nordsüdlicher Ausrichtung. Ein markanter Berg ist der 710 m hohe Painted Peak.
Entdeckt wurde die Masson Range bei der British Australian and New Zealand Antarctic Research Expedition (BANZARE, 1929–1931) unter der Leitung des australischen Polarforschers Douglas Mawson. Die hier beschriebene Formation kartierten norwegische Kartografen anhand von Luftaufnahmen, die bei der Lars-Christensen-Expedition 1936/37 entstanden. Die norwegische Benennung als Nordkammen (norwegisch für Nordkamm) wandelte 1960 das Antarctic Names Committee of Australia (ANCA) aus Gründen der besseren Ortsbeschreibung in die heutige Form ab.